# Киргіно
Киргіно (рос. Киргино) — присілок в Богородському районі Нижньогородської області Російської Федерації.
Населення становить 0 осіб. Входить до складу муніципального утворення Шапкинська сільрада.

## Історія
Від 2004 року входить до складу муніципального утворення Шапкинська сільрада.

## Населення
| 1999 | 2002 | 2010 |
| ---- | ---- | ---- |
| 0    | →0   | →0   |